# Emil Bretschneider
Emil Vasiljevitj Bretschneider (ryska: Эмилий Васильевич Бретшнейдер), född den 22 juni 1833, död den 29 april 1901, var en rysk läkare och sinolog.
Bretschneider var 1866-83 rysk legationsläkare i Peking. Hans omfattande vetenskapliga författare gällde dels medeltida öst- och centralasiatisk historia och geografi, dels östasiatisk botanik, särskilt tolkningen av den inhemska kinesiska botaniken.